# Quintino Bocaiuva (Rio de Janeiro)
Quintino Bocaiuva, comumente chamado simplesmente de Quintino, é um bairro na Zona Norte do município do Rio de Janeiro, no Brasil. Seu nome homenageia um importante líder do movimento que resultou na criação da república brasileira, em 1889. O bairro é famoso por ter sido o local onde cresceu o jogador de futebol Zico.
Seu IDH, no ano 2000, era de 0,850, o 55º melhor do município do Rio de Janeiro.
O bairro recebeu esse nome em homenagem ao republicano histórico brasileiro Quintino Bocaiúva (1836-1912). A casa onde Quintino morou de 1892 até sua morte, em 1912, ainda hoje permanece em sua forma original e, apesar de estar em precário estado de conservação, é tombada em âmbito municipal através do Decreto 12 294 de 17 de setembro de 1993. Está localizada na Rua Goiás, número 990, perto da descida do Viaduto de Quintino. Em 2009 houve uma indicação legislativa com o intuito de se realizar o tombamento histórico estadual do imóvel.
Serviu de cenário para o filme de Cecil Thiré O Ibraim do Subúrbio, de 1976. No filme, protagonizado por José Lewgoy, locais do bairro como a estação de trem, a Rua da República e a Praça Quintino Bocaiuva são citados e  mostrados em várias tomadas.
Tem, como seu filho mais ilustre, o jogador de futebol Zico, conhecido nacionalmente como o "Galinho de Quintino". Também nasceu em Quintino o escritor e poeta Elvandro Burity, em 1940. Em Quintino, morava, também, o menino João Hélio Fernandes Vieites, assassinado no início de 2007 por ladrões que roubaram o carro de sua mãe, em Osvaldo Cruz, num episódio que chocou todo o país.

## Limites geográficos
Delimitação do bairro Quintino Bocaiuva, Código 079, segundo o Decreto Número 5 280, de 23 de Agosto de 1985.
"Do entroncamento da Rua Padre Manuel da Nóbrega com a Rua Quintão, seguindo por esta (incluída) até a Avenida Suburbana; por esta (excluída) até a Rua Palatinado; por esta (excluída, atravessando a Rua Goiás, a Estrada de Ferro e a Rua Nerval de Gouveia), em direção à Rua Garcia Pires; por esta (incluída) até a Rua Clarimundo de Melo; por esta (excluída) até a Rua Souto; por esta (excluída) até a Rua Ituna; por esta (excluída) até o seu final; daí; por uma linha reta, ao final da Rua Inharé; por esta (excluída) até a Rua São Pedro; por esta (excluída) até o seu final; daí, subindo a vertente, até o Morro do Inácio Dias (cota 188m); daí, subindo e descendo o divisor de águas da Serra dos Pretos Forros, passando pelos pontos de cota 404m e 413m, até o ponto culminante do Morro da Covanca (cota 274m); deste ponto, pela vertente em direção leste, até o ponto culminante do Morro do Careca (cota 334m); deste ponto, descendo e subindo os espigões, ao ponto mais alto do Morro do São Jorge (cota 451 m); deste ponto, descendo o espigão, passando pelo ponto de cota 254m, até o entroncamento da Rua Almeida Nogueira com a Rua Clarimundo de Melo; daí, subindo e descendo as vertentes do Morro da Caixa d'Água, em direção ao final da Rua Cesário Machado; por esta (incluída) atravessando a Rua Elias da Silva; daí; pelo Ramal Principal da RFFSA, até a Rua Lima Barreto; por esta (incluído); Avenida Suburbana (incluída) até a Rua Padre Manuel da Nóbrega; por esta (incluída) ao ponto de partida."
Faz limite com os bairros de Cascadura, Cavalcante, Piedade, Freguesia, Tanque e Praça Seca (os três últimos, apenas em sua região montanhosa, não havendo ligações diretas de ruas entre eles).

## Características
O bairro é cortado ao meio pela linha principal da Estrada de Ferro Central do Brasil, a qual possui uma estação no bairro. O bairro conta com muitas ruas degradadas, típicas do subúrbio carioca. O aspecto cinzento pode ser notado na Rua Nerval de Gouveia, onde está a estação de trem.
Ambos os lados do bairro (norte e sul) possuem características residenciais, com algum comércio (em geral padarias, botequins, pequenas lanchonetes, bazares e, mais recentemente, LAN houses), além de algumas fábricas de caixas de papelão e gesso. Embora a parte sul de Quintino seja mais conhecida, a parte norte é maior e mais populosa.
Também em Quintino encontra-se uma das casas mais antigas de piano da cidade: a Rei dos Pianos Ltda., que restaura pianos desde 1935.

## Vias importantes

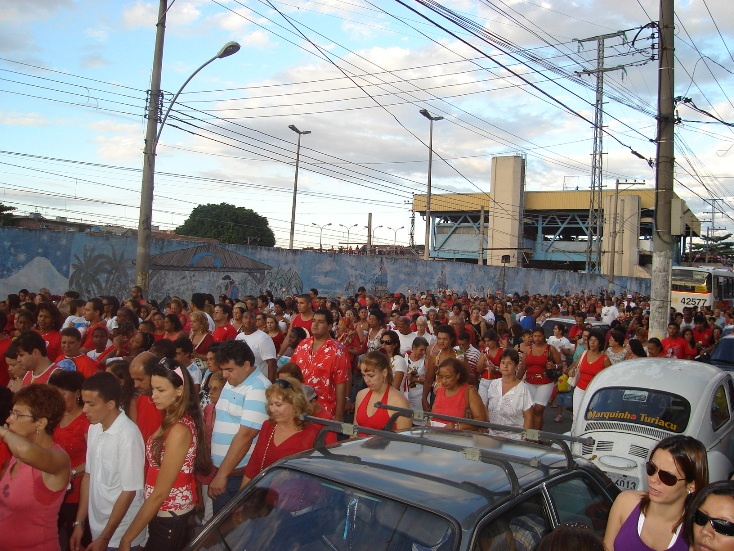
Procissão de São Jorge no bairro em 2008.

- Rua Vital: liga a Avenida Dom Hélder Câmara à Rua Goiás.
- Rua Clarimundo de Melo: liga a Avenida Ernani Cardoso em Cascadura à Linha Amarela e ao Méier, cortando o bairro paralelamente ao ramal Linha Deodoro da Supervia. É nesta rua onde se localiza a Fundação de Apoio à Escola Técnica (Faetec).
- Rua Nerval de Gouveia: paralela à Linha Deodoro da Supervia começa na Praça Quintino Bocaiuva e termina em Cascadura.
- Rua Elias da Silva: continuação da Rua Nerval de Gouveia começa na Praça Quintino Bocaiuva e termina em Piedade.
- Rua Goiás: paralela a Linha Deodoro da Supervia se localiza no outro lado do bairro começa em Cascadura terminando no Engenho de Dentro serve de ligação a outros bairros como Piedade, Encantado, Abolição, Engenho de Dentro e ao Méier e tambem a vias importantes como a Linha Amarela e ao Norte Shopping e Estádio Olímpico Nilton Santos
- Rua Bernardo Guimarães: liga a Rua Clarimundo de Melo à Rua Nerval de Gouveia.
- Rua da República: liga a Rua Clarimundo de Melo, em frente a Fundação de Apoio à Escola Técnica, à Estação Quintino e à Praça Quintino Bocaiuva.
- Rua João Barbalho: liga à Rua Clarimundo de Melo ao Viaduto de Quintino.
- Rua Manuel Murtinho: liga a Rua Goiás e o Viaduto de Quintino à Avenida Dom Hélder Câmara.
- Avenida Dom Hélder Câmara: Antiga Avenida Suburbana corta o bairro de Quintino.
- Viaduto de Quintino: liga uma parte do bairro à outra parte.

### Demografia
Segundo o censo de 2000, o bairro possui uma população de 38 757 pessoas e 10 822 domicílios.

### Educação
Em Quintino Bocaiuva, se localiza a Reitoria da Fundação de Apoio à Escola Técnica,em um Campus chamado de Centro de Educação Técnica e Profissionalizante (CETEP), onde funcionam a Escola Técnica Estadual República, o Instituto Superior de Tecnologia em Ciências da Computação do Rio de Janeiro e diversas outras instituições, oferecendo cursos de idiomas, técnicos e profissionalizantes a milhares de alunos.
Entre as escolas existentes no bairro, estão também a Escola Municipal Osvaldo Teixeira, a Escola Municipal Quintino Bocaiuva, a Escola Municipal Haiti e os colégios particulares João Lyra Filho e Guarany. O Colégio Nacional também diz erroneamente ter uma unidade no bairro, pois esta unidade na verdade está situada já em Cascadura.

### Cultura

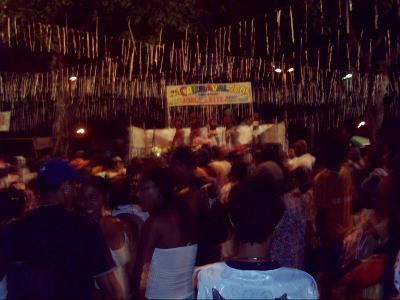
Carnaval no bairro em 2005

Apesar de alguns problemas com infraestrutura e violência, Quintino Bocaiuva ainda é um lugar onde resistem certas tradições do subúrbio carioca, como o hábito de crianças brincarem na rua, ou mesmo de adultos colocarem cadeiras de praia no portão e passarem o dia conversando nas portas de casa com os vizinhos.
O maior dos acontecimentos anuais de Quintino Bocaiuva é a tradicional Festa na Igreja Matriz de São Jorge, que costuma durar cerca de uma semana e que culmina com a procissão em homenagem ao santo. Essa festa ganhou mais importância com a criação do feriado municipal de São Jorge em 2002.
A partir da abertura da Avenida Governador Carlos Lacerda, em 1999, o lazer e o consumo de seus moradores têm se deslocado para dois dos maiores shopping centers cariocas: o Norte Shopping (Rio de Janeiro) (em Cachambi) e o Barra Shopping (na Barra da Tijuca).

## História

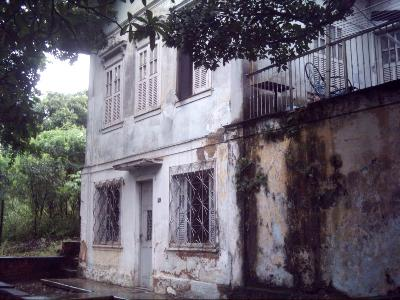
Casa onde viveu Quintino Bocaiuva, na Rua Goiás

Quintino era, até o início do século XX, parte da Freguesia de Inhaúma, área da cidade que compreendia vários atuais bairros da região. O lado sul era pantanoso e fazia parte da Fazenda da Bica, com sede próxima à atual Rua Souto. Em 1876, foi inaugurada a Estação Cupertino de trens. Com a morte do jornalista, político e morador da região, Quintino Bocaiuva, em 1912, a estação próxima à sua casa ganhou seu nome e acabou também dando o nome ao bairro.
Em 1912, já eletrificado, o bonde de Jacarepaguá serviu de cortejo fúnebre a Quintino. O senador, antes de morrer, pediu para ser sepultado no Cemitério de Jacarepaguá. O féretro veio do Centro do Rio pelo trem da Central até Cascadura, de onde o cortejo seguiu de bonde até o Pechincha.
Nos anos 1940, já existia, ao sul de Quintino Bocaiuva, um enorme terreno que se mantém do mesmo tamanho até hoje e que vai da Rua Clarimundo de Mello até o Morro Inácio Dias, onde funcionava a Escola XV de Novembro e também uma unidade da Fundação Nacional do Bem-Estar do Menor onde ficavam presos menores de idade infratores ou então internados menores de idade carentes. A fundação funcionou até o fim dos anos 1980 e, durante muito tempo, foi um problema para seus vizinhos, pois muitos menores, em suas tentativas de fuga, corriam pelos quintais das casas vizinhas à instituição.
Nos anos 1960, a vida do bairro já era movimentada: na parte sul, havia várias associações sociais e recreativas. Entre elas, o OTAB, que foi presidido durante muito tempo por Laurindo Azevedo, que realizava famosas festas de carnaval, dia das crianças, torneios esportivos e festas que atraíam gente de todo o subúrbio.
Eram comuns os torneios de futsal de várias categorias, que eram disputados pelas várias equipes locais, tais como Mocidade (Rua Lemos Brito), Juventude (Rua Lucinda Barbosa, time da família do jogador de futebol Zico), OTAB, América Jr. (do jogador de futebol Ivan, ex-América), entre outros.
Na década de 1970, com a ascensão política do deputado Jorge Leite, nascido na região, o bairro ganhou desenvolvimento, com o asfaltamento de todas as ruas. Dessa época, também data a época de maior força dos ranchos carnavalescos locais: Decididos de Quintino e Aliados de Quintino, que figuravam entre os mais importantes ranchos da cidade do Rio de Janeiro. Havia também o rancho Aliança, de menor expressão.
Com a decadência dos ranchos por oposição às escolas de samba, nos anos 1980, tanto o Decididos quanto o Aliados procuraram transformar-se também em escolas de samba, o que não deu certo e resultou na extinção de ambos, não sem antes o primeiro ter sido campeão do último desfile de ranchos realizado no Carnaval Carioca.
Progressivamente, também as entidades e a própria vida social do bairro foram se extinguindo com o passar dos anos. Alguns apontam vários fatores para essa decadência da vida cultural e social do bairro, mas talvez as maiores causas sejam a especulação imobiliária e o aumento da violência, que diminuíram as relações entre vizinhos nas décadas seguintes.
Na década de 1990, um grupo de moradores do lado sul de Quintino tentou resgatar esse espírito criando a Associação de Moradores da Rua Bernardo Guimarães, que chegou a, até mesmo, organizar um carnaval de rua por alguns anos, mas não mais com a mesma força de antes. Em pouco tempo, essa associação também foi extinta.
Ainda na década de 1980, se destacou a figura do folclórico político Albano Reis, nascido na comunidade da Caixa D'água, e que criou um centro de reabilitação infantil gratuito próximo à estação de trens. Albano também ficou conhecido como "o Papai Noel de Quintino", pois costumava se vestir de Papai Noel, distribuindo presentes às crianças em datas como Dia de Cosme e Damião, Dia das Crianças e Natal, além de espalhar cheques e notas de dinheiro pelas ruas do bairro para que os moradores procurassem.

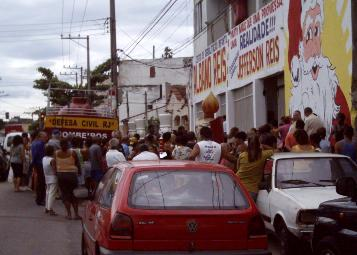
Velório do ex-deputado Albano Reis, realizado em dezembro de 2004, em frente a seu centro social

Em 1998, Albano montou um presépio e decorou com pinturas, esculturas e iluminação especial o seu centro de reabilitação, decorando também casas vizinhas, além de contratar animadores que se vestiam de "papais e mamães noéis" para animar a recepção das crianças. Essa iniciativa trouxe novamente alguma importância para o bairro, pois moradores de outros bairros vizinhos passaram a ir até Quintino Bocaiuva apreciar a decoração. Porém, o sucesso não se seguiu nos anos seguintes, em parte pelo fato de Albano Reis ter preferido apostar mais em outras bases eleitorais e relegar o bairro a um segundo plano, até sua morte em 2004.
Em 1996 foi oficialmente criado o CEI, um projeto do Governo do Estado do Rio de Janeiro que aproveitava a área onde funcionavam a Escola XV de Novembro e a Fundação Nacional do Bem-estar do Menor (então já extinta), que na época era grandioso, porém que tornou-se decadente com a eleição do governador Anthony Garotinho. Este renomeou o CEI para CETEP e criou a Fundação de Apoio à Escola Técnica. Duas faculdades chegaram ser criadas lá após isso: uma de informática (Analise de Sistemas Informatizados) e outra de pedagogia, sendo as únicas faculdades situadas em Quintino.
Também mereceu destaque, nos anos 1990, a quadrilha junina Tiririca de Quintino, que chegou a ser campeã do concurso de quadrilhas promovido pela prefeitura do Rio de Janeiro nessa década.
Em 2003 foi criada a Obra Social Murialdo, um projeto da Paróquia de São Jorge que tem, por objetivo, realizar trabalhos sociais no bairro. Ela funciona num antigo terreno baldio da Rua Franco Vaz, onde hoje há uma quadra esportiva que é utilizada pelo projeto e também alugada com o objetivo de arrecadar fundos para a instituição.
Em 2006, a violência afetou até mesmo a mais tradicional festa quintinense, a Festa de São Jorge. No dia da procissão, um tiroteio entre traficantes rivais no meio da festa feriu cinco  pessoas na Rua Clarimundo de Mello, no dia do encerramento da festa. Na semana seguinte, o dinheiro arrecadado com a festa foi roubado da Obra Social Murialdo. Parte foi recuperado posteriormente, mas isso não impediu a decisão por parte da paróquia de reduzir a festa no ano seguinte, festa essa que passou a terminar no próprio dia de São Jorge (23 de abril) e não mais no domingo seguinte, como era o costume.
Recebeu obras de revitalização através do projeto Bairro Maravilha, em 2010 e 2011.